# Cocalodes expers
Cocalodes expers är en spindelart som beskrevs av Fred R. Wanless 1982. Cocalodes expers ingår i släktet Cocalodes och familjen hoppspindlar. Inga underarter finns listade i Catalogue of Life.